# Андрея Грігоре
Андрея Грігоре (рум. Andreea Grigore, 11 квітня 1991) — румунська гімнастка, олімпійська медалістка.

## Виступи на Олімпіадах
| Олімпіада  | Дисципліна        | Місце             |
| ---------- | ----------------- | ----------------- |
| Пекін 2008 | різновисокі бруси | 59 (кваліфікація) |
| Пекін 2008 | абсолютний залік  | 88 (кваліфікація) |
| Пекін 2008 | командний залік   | 3                 |